# Euepedanus dividuus
Euepedanus dividuus is een hooiwagen uit de familie Epedanidae.